# Файтсхёххайм
Файтсхёххайм (нем. Veitshöchheim) — община в Германии, в земле Бавария. 
Подчиняется административному округу Нижняя Франкония. Входит в состав района Вюрцбург.  Население составляет 9956 человек (на 31 декабря 2010 года). Занимает площадь 10,76 км².
Община включает два населённых пункта — Файтсхёххайм и Гадхайм.

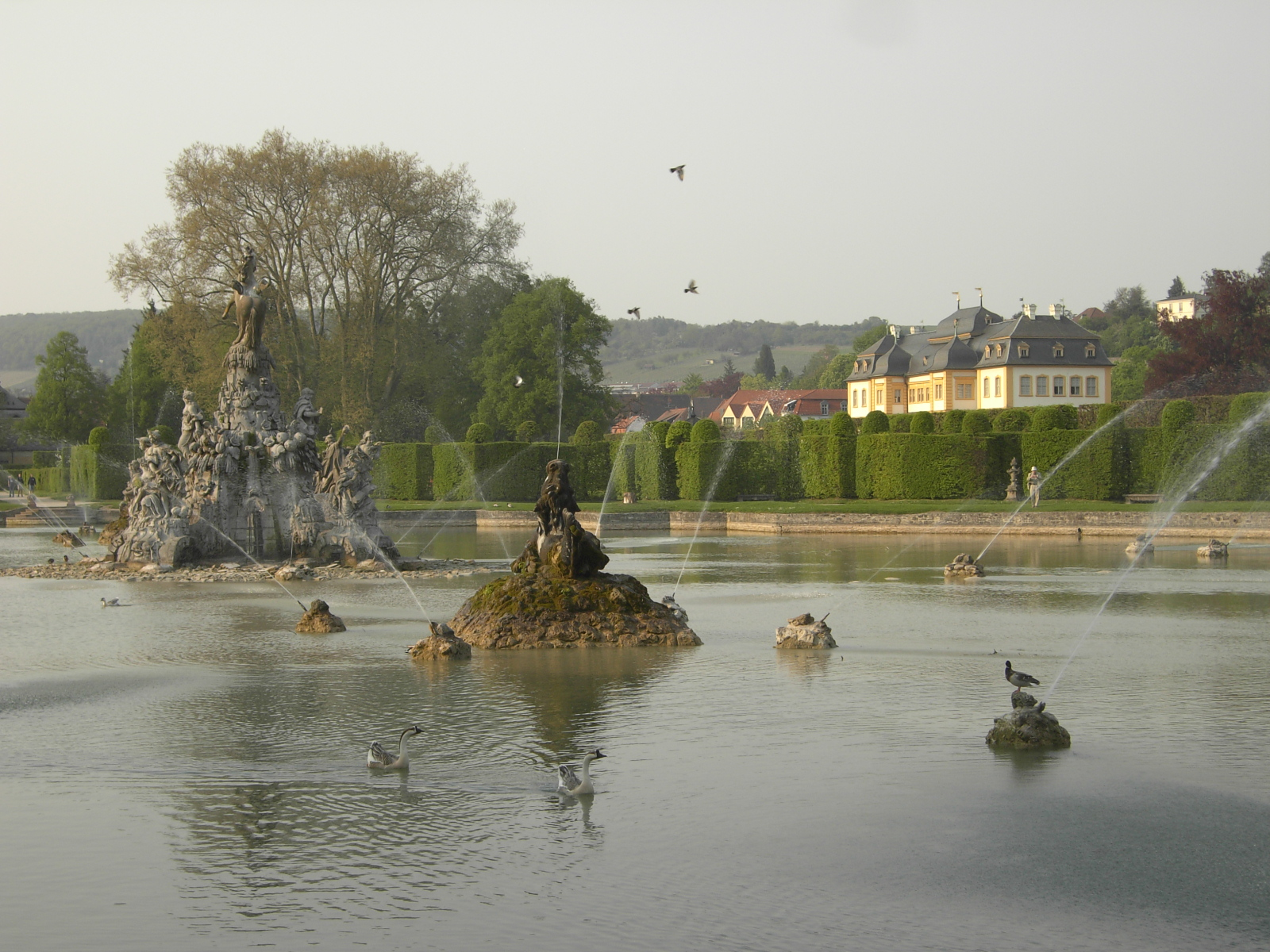
В дворцовом парке Файтсхёххайм

## Население
По оценке на 31 декабря 2015 года население общины Файтсхёххайм составляет 9673 чел. 

| Дата      | 1840 | 1871 | 1900 | 1925 | 1939 | 1950 | 1961 | 1970 | 1987 | 2011 |
| --------- | ---- | ---- | ---- | ---- | ---- | ---- | ---- | ---- | ---- | ---- |
| Население | 1348 | 1620 | 1664 | 2279 | 2572 | 3722 | 4534 | 6422 | 8535 | 9689 |

| Год       | 1960 | 1970 | 1980 | 1990 | 2000  | 2009 | 2010 | 2011 | 2012 | 2013 | 2014 | 2015 |
| --------- | ---- | ---- | ---- | ---- | ----- | ---- | ---- | ---- | ---- | ---- | ---- | ---- |
| Население | 4463 | 6536 | 8583 | 8940 | 10014 | 9967 | 9956 | 9691 | 9669 | 9736 | 9695 | 9673 |